# Baroh Kuta Batee
Baroh Kuta Batee is een bestuurslaag in het regentschap Aceh Utara van de provincie Atjeh, Indonesië. Baroh Kuta Batee telt 727 inwoners (volkstelling 2010).